# Ulrich von Richental
Ulrich von Richental (* um 1360; † 1437/38) war ein Konstanzer Bürger, der durch seine deutschsprachige Chronik des Konstanzer Konzils (1414–1418) bekannt geworden ist.

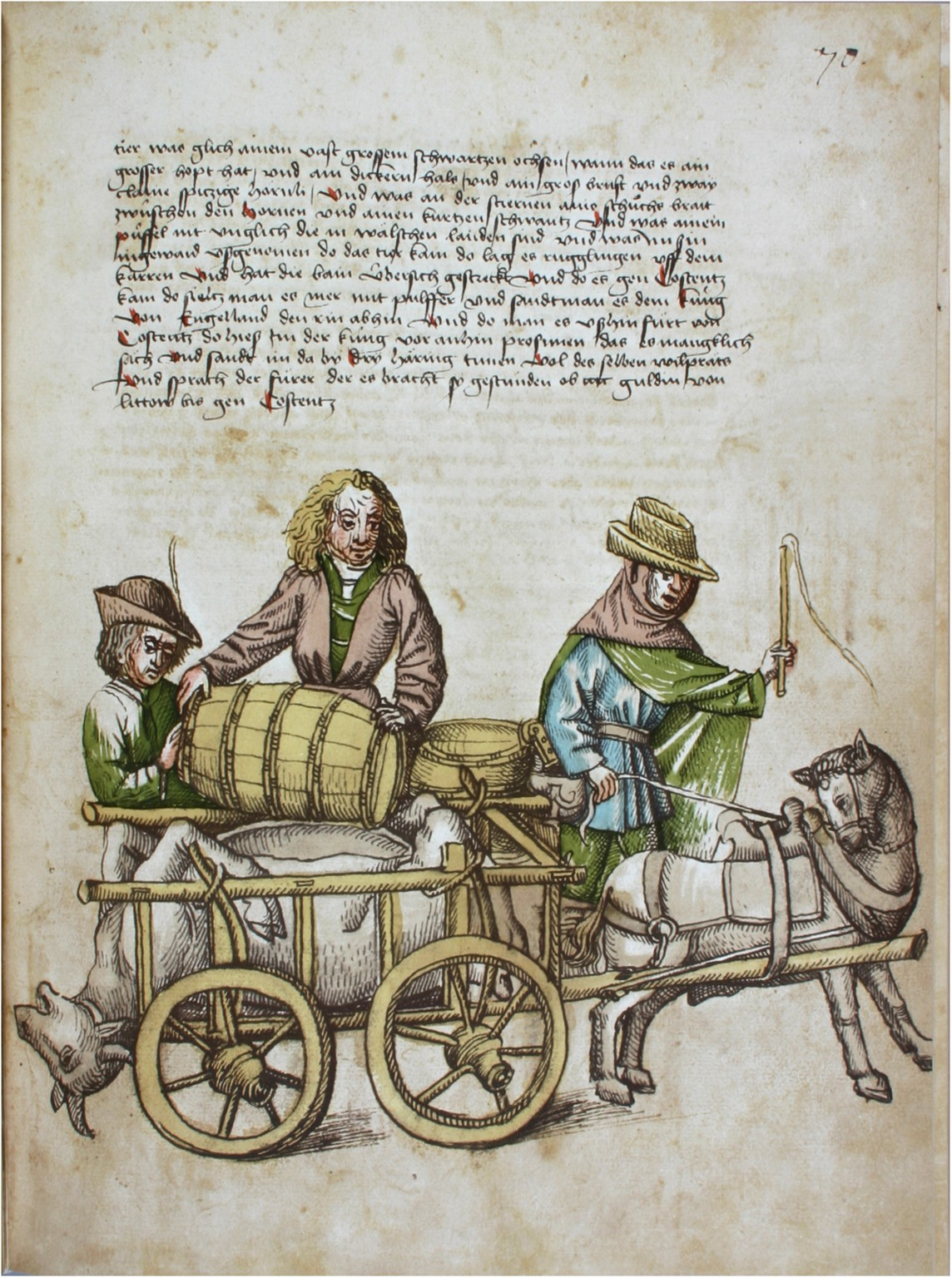
Chronik Ulrich Richentals: Gepökeltes Tier aus Litauen als Geschenk für den König. (Konstanz, Rosgartenmuseum, Hs. 1, fol. 70^{r})

## Leben und Werk
Ulrich Richental war der Sohn eines Konstanzer Stadtschreibers und hatte es (wohl als Kaufmann) zu einigem Wohlstand in der Stadt gebracht, wo er Haus- und Grundeigentum besaß; auch unternahm er zahlreiche ausgedehnte Reisen.

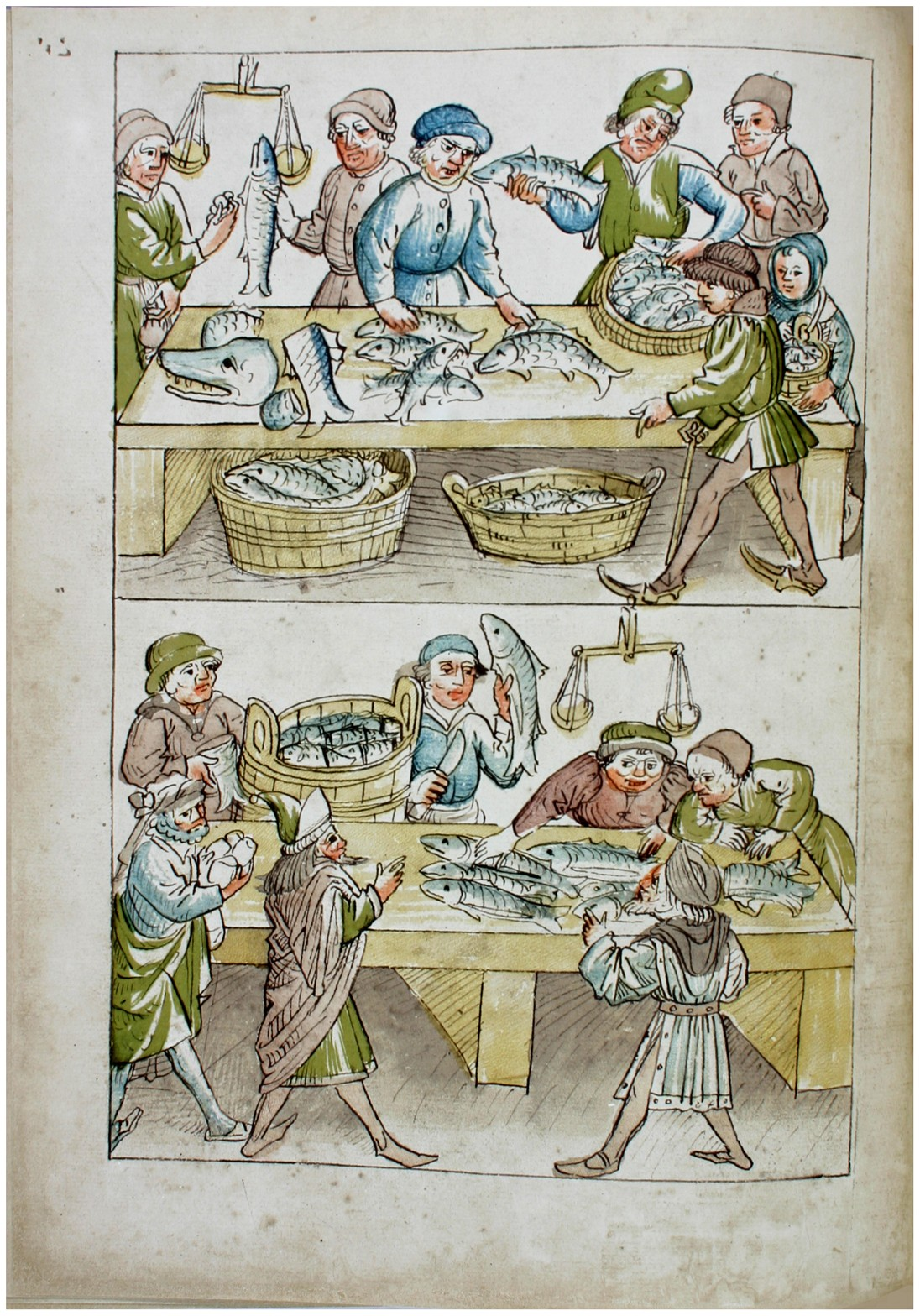
Chronik Ulrich Richentals: Fischverkauf in Konstanz (Konstanz, Rosgartenmuseum, Hs. 1, fol. 24^{v})

Aus eigenem Antrieb verfasste er in den Jahren nach 1420 in deutscher Sprache eine umfangreiche Chronik über das Konstanzer Konzil, in deren ersten Teil er sich den wichtigsten Ereignissen im Laufe der Versammlung widmete, um im zweiten Teil alle Teilnehmer namentlich vorzustellen. Als Zeitzeuge hatte Ulrich die Kirchenversammlung miterlebt (beispielsweise im Juli 1415 der Hinrichtung des Jan Hus beigewohnt) und verarbeitete seine Erfahrungen in dem tagebuchartig aufgebauten, dem Kirchenjahr folgenden Werk, das er auf eigene Kosten mit Bildern und Wappen ausschmücken ließ und in dem er außer mündlich Überliefertem und eigenen Notizen vielfältiges statistisches Material aus städtischen Urkunden und Akten heranzog.
Von herausragendem Quellenwert sind, stärker als Richentals Darstellung der politischen und kirchengeschichtlichen Zusammenhänge und seine Schilderungen zeremonieller Abläufe, vor allem die zahlreichen detaillierten Angaben etwa zu den Lebensmittel- und Futterpreisen, aus denen sich ein farbiges Bild des blühenden städtischen Wirtschaftslebens und des bürgerlichen Alltagslebens der Konzilsjahre gewinnen lässt. So wurde die Zunftordnung aufgehoben, auswärtige Handwerksbetriebe wurden zugelassen. Es gab „fremde Bäcker“ und mobile Öfen: „Die fuhren sie auf Stoßkarren durch die Stadt und buken darin Pasteten, Ringe, Brezeln und ähnliches Brot.“ Richentals Werk zählt in den Worten Thomas Martin Bucks zur „Gegenwartschronistik (…) für die Bürger der Stadt Konstanz, ja für Stadtbürger überhaupt“, ohne dabei „nur eine sich rein säkular verstehende Geschichtsproduktion“ darzustellen; „die Grenze zwischen Historiographie und literarischer Charakteristik“ sei bei Richental „jedenfalls nicht exakt gezogen“.
Auch die in Richentals Auftrag angefertigten Illustrationen zeigen „in weitgehendem Realismus eine Fülle von Leben: behäbige Prälaten, herbe Krieger, feine Höflinge, dicke Fleischgesichter mit Stulpnasen, rohe Stadtknechte, bebrillte Kanzler, päpstliche Sänger mit weitgeöffnetem Mund und zugekniffenen Augen“.
Am historischen Haus Zum Hohen Hafen in Konstanz stellte ihn der Maler Carl von Häberlin, 1905, beim Schreiben seiner Chronik, auf einem großen Fassadengemälde dar.

## Überlieferung und Editionsgeschichte der Konzilschronik
Die Konzilschronik Richentals ist in 17 Handschriften überliefert, die von zwei Ausnahmen abgesehen alle innerhalb kurzer Zeit in der zweiten Hälfte des 15. Jahrhunderts entstanden sind. Allein zehn Handschriften stammen aus den Jahren 1460 bis 1475 und lassen sich teilweise auf das Wirken des Konstanzer Chronisten Gebhard Dacher († 1471) zurückführen, das auch noch die 1483 bei Anton Sorg in Augsburg erschienene editio princeps der Chronik beeinflusste. Nach Buck ist die auffällige zeitliche Häufung der Überlieferung in den Jahren ab 1460 ein Zeichen dafür, dass Richentals Werk zum Bestandteil einer „nachkonziliaren kollektiven Gedächtnis- und Geschichtskultur“ in Konstanz wurde, zu einem Zeitpunkt, als die Stadt ihre vormalige politische und wirtschaftliche Führungsrolle eingebüßt hatte. Die Chronik enthält in vielen Abschriften und allen Drucken des 15. und 16. Jahrhunderts sehr zahlreiche Wappendarstellungen und ist daher auch eine bedeutende heraldische Quelle; Richentals Wappensammlung hatte Einfluss auf zahlreiche Wappenbücher.
1882 gab Michael Richard Buck in der Reihe Bibliothek des Litterarischen Vereins in Stuttgart eine Textausgabe der Chronik heraus.
1964 erschien eine erste Faksimile-Ausgabe jenes Exemplars der Richental-Chronik, das im Konstanzer Rosgartenmuseum aufbewahrt wird; der dazugehörende Textband enthält auch Bildproben anderer Handschriften sowie Textbeiträge von Karl Fink, Otto Feger und Lilli Fischel. 2002 erstellte das Museum nach der Ausgabe von 1964 eine CD-ROM, die über verschiedene Steuermenüs das komplette Faksimile und die Textversion erschließt.
Nach einigen in Aufsatzform veröffentlichten Vorarbeiten zu Überlieferung, Aufbau, Inhalt und Ikonographie der Chronik legte Thomas Martin Buck 2010 eine neue Textausgabe des Richentalschen Werks vor; im Rahmen der Monumenta Germaniae Historica folgte 2019 eine digitale kritische Edition der verschiedenen Redaktionsstufen.  Im Jahr darauf erschien eine gedruckte Fassung in drei Bänden. Unter Einbeziehung des neuen Forschungsstands erschien 2013 auch eine neue kommentierte Faksimile-Ausgabe der Konstanzer Handschrift.
Die folgende tabellarische Übersicht der heute bekannten Handschriften beruht, wo nicht anders vermerkt, auf den Beschreibungen im fortlaufend aktualisierten Handschriftencensus und der überlieferungsgeschichtlichen Studie Bucks von 2010.
| Aufbewahrungsort                                                                        | Beschreibung              | Datierung                 | Provenienz                            | Literatur                       | Online                                      |
| --------------------------------------------------------------------------------------- | ------------------------- | ------------------------- | ------------------------------------- | ------------------------------- | ------------------------------------------- |
| Winterthur, Stadtbibliothek, Perin Aa 1, foll. 276–291                                  | Texthandschrift, Papier   | Mitte 15. Jahrhundert     |                                       | Buck (2010)                     |                                             |
| Innsbruck, Tiroler Landesmuseum Ferdinandeum, Sammlung DiPauli 873, Bl. 1r–78v          | Texthandschrift, Papier   | um 1460                   |                                       | Handschriftencensus             |                                             |
| New York City, New York Public Library, Spencer Collection of Illustrated Books, Ms. 32 | Bilderhandschrift, Papier | um 1460                   | Aulendorf (Hans von Königsegg)        | Buck (2007) Handschriftencensus | Ausgewählte Digitalisate der NYPL           |
| Prag, Národní Knihovna České Republiky, XVI.A.17, Bl. 1r–280v                           | Bilderhandschrift, Papier | 1464                      | Konstanz (Gebhard Dacher)             | Handschriftencensus             | Digitalisat                                 |
| Konstanz, Rosgartenmuseum, Hs. 1, Bl. 1r–150r                                           | Bilderhandschrift, Papier | um 1465                   | Konstanz                              | Handschriftencensus             | Digitalisate 97 einzelner Blätter (Commons) |
| Stuttgart, Württembergische Landesbibliothek, HB V 22, Bl. 117v–167v                    | Bilderhandschrift, Papier | 1465–1467                 | Konstanz (Gebhard Dacher), Weingarten | Handschriftencensus             | Digitalisat                                 |
| Karlsruhe, Badische Landesbibliothek, Cod. St. Georgen 63                               | Bilderhandschrift, Papier | um 1470, Konstanz         | Sankt Georgen                         | Handschriftencensus             | Digitalisat                                 |
| Wien, Österreichische Nationalbibliothek 3044                                           | Bilderhandschrift, Papier | um 1475                   | Ochsenhausen bzw. Lambach             | Handschriftencensus             | Digitalisat                                 |
| Zürich, Zentralbibliothek Zürich, A.80, Bl. 35r-73v                                     | Texthandschrift, Papier   | um 1475                   |                                       | Handschriftencensus             |                                             |
| Prag, Národní Knihovna České Republiky, VII.A.18                                        | Bilderhandschrift, Papier | 2. Hälfte 15. Jahrhundert | Sankt Petersburg                      | Buck (2000) Handschriftencensus | Digitalisat                                 |
| St. Gallen, Stiftsbibliothek, Cod. Sang. 657, S. 132–228                                | Texthandschrift, Papier   | 2. Hälfte 15. Jahrhundert | Aegidius Tschudi                      | Handschriftencensus             |                                             |
| Karlsruhe, Badische Landesbibliothek, Cod. Ettenheimmünster 11, Bl. 4r–124r             | Bilderhandschrift, Papier | um 1500                   | Ettenheimmünster                      | Handschriftencensus             | Digitalisat                                 |
| Zürich, Zentralbibliothek, A.172, Bl. 132–228                                           | Texthandschrift, Papier   | um 1500                   |                                       | Handschriftencensus             |                                             |
| Wolfenbüttel, Herzog August Bibliothek, 61 Aug. 2°, Bl. 1r-239v                         | Texthandschrift, Papier   | Anfang 16. Jahrhundert    |                                       | Handschriftencensus             |                                             |
| Stuttgart, Württembergische Landesbibliothek, Theol. et philos. 2° 76, Band 37          | Texthandschrift, Papier   | Ende 17. Jahrhundert      |                                       | Buck (2010)                     |                                             |
| Augsburg, Stadt- und Staatsbibliothek, 2° Cod 263, fol. 147r-178r                       | Wappenhandschrift, Papier | 16. Jahrhundert           |                                       | Rolker (2015).                  |                                             |
| Lindau, ehemals Reichsstädtische Bibliothek (Stadtbibliothek), P I 2                    | Texthandschrift, Papier   | um 1700                   | Lindau                                | Handschriftencensus             |                                             |
| (Codex Salemitanus, verloren)                                                           | Bilderhandschrift         |                           | Salem                                 | Buck (1999)                     |                                             |
| (Codices Ottenburani, verschollen)                                                      | (zwei Handschriften)      |                           | Ottobeuren                            | Matthiessen (1985)              |                                             |

## Werkausgaben
Erstausgabe
- Ulrich Richental: Das Concilium buͦch geschehen zuͦ  Costencz... Anton Sorg, Augsburg 1483.[37] (Digitalisate: Exemplar der BLB Karlsruhe, Exemplar der UB Heidelberg, Exemplar der LoC Washington D.C.)

Leseausgabe
- Thomas Martin Buck (Hrsg.): Chronik des Konstanzer Konzils 1414–1418 von Ulrich Richental (= Konstanzer Geschichts- und Rechtsquellen. Band 41). Thorbecke, Ostfildern 2010, ISBN 978-3-7995-6841-8.

Kritische Edition
- Thomas Martin Buck (Hrsg.): Ulrich Richental, Die Chronik des Konzils von Konstanz (= MGH Digitale Editionen Band 1). MGH, München 2019, https://edition.mgh.de/001/.
- Thomas Martin Buck (Hrsg.): Chronik des Konstanzer Konzils 1414–1418 von Ulrich Richental (= Konstanzer Geschichts- und Rechtsquellen. Band 49), Thorbecke, Ostfildern 2020, ISBN 978-3-7995-6849-4.

Faksimile
- Ulrich Richental: Chronik des Konzils zu Konstanz (1414–1418). Mit einem kommentierten Beiheft von Jürgen Klöckler. Theiss, Stuttgart 2013, ISBN 978-3-8062-2782-6. [Faksimile der Konstanzer Handschrift.]

Neuhochdeutsche Übersetzung
- Augenzeuge des Konstanzer Konzils. Die Chronik des Ulrich Richental. Übersetzt von Henry Gerlach und Monika Küble. Mit einem Nachwort von Jürgen Klöckler. WBG, Darmstadt 2014 / Theiss, Stuttgart 2014, ISBN 978-3-8062-2901-1.

## Literatur

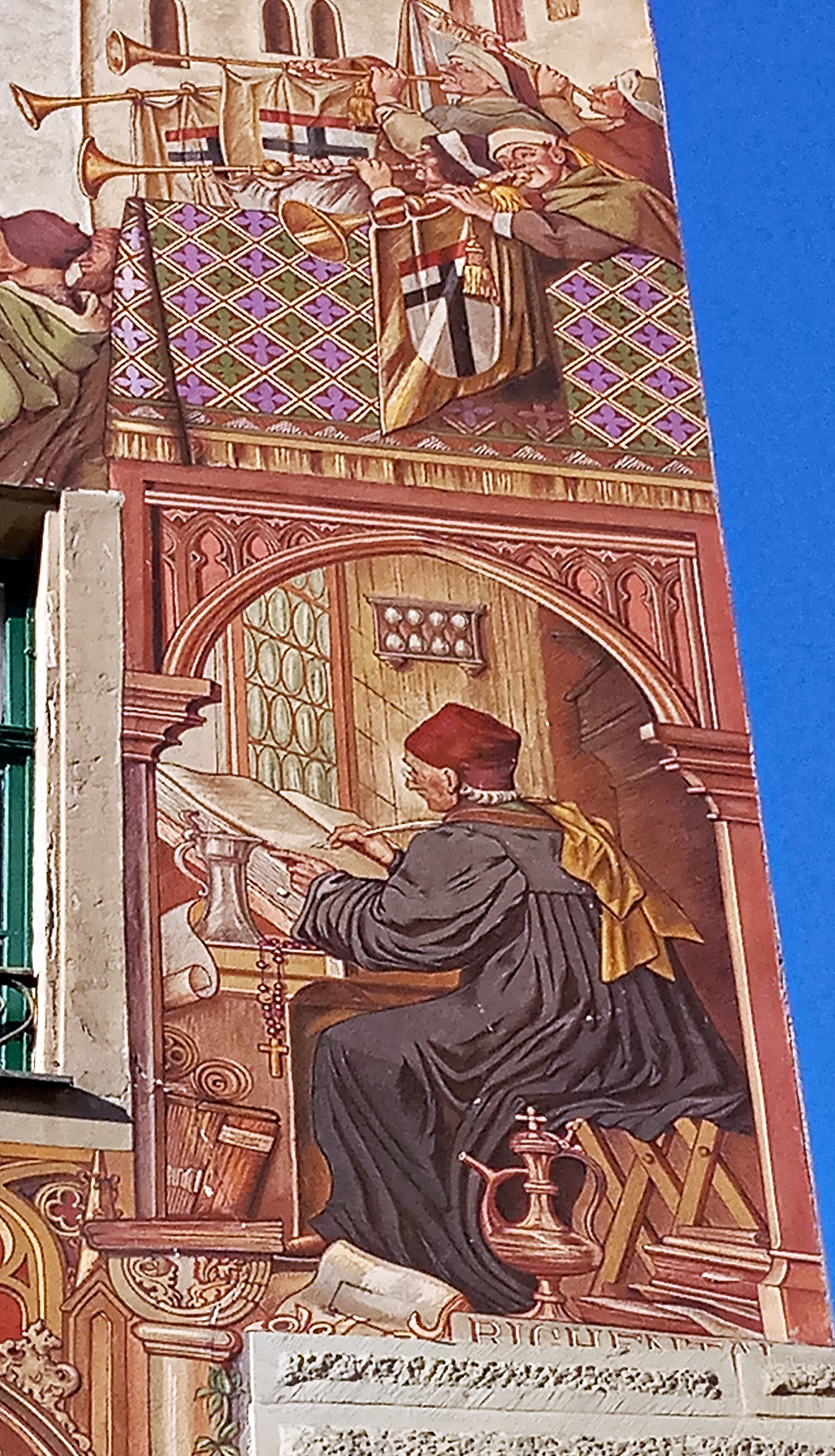
Konstanz, Haus zum Hohen Hafen, Ulrich Richental schreibt die Konzilschronik. Fassadenmalerei, Carl von Häberlin, 1905